# 丸山敦
丸山 敦（まるやま あつし、1976年6月1日 - ）は、日本のプロレスラー。妻は元女子プロレスラーの白鳥智香子。全日本プロレスではイザナギ、大阪プロレスではタイガースマスクとして活動している。

## 経歴
桃山学院大学在学中に大阪学院大学のプロレス研究会でアンデレ丸山として学生プロレスを始める。

### タイガースマスク（第1次）
2000年9月、大阪プロレスに入門。

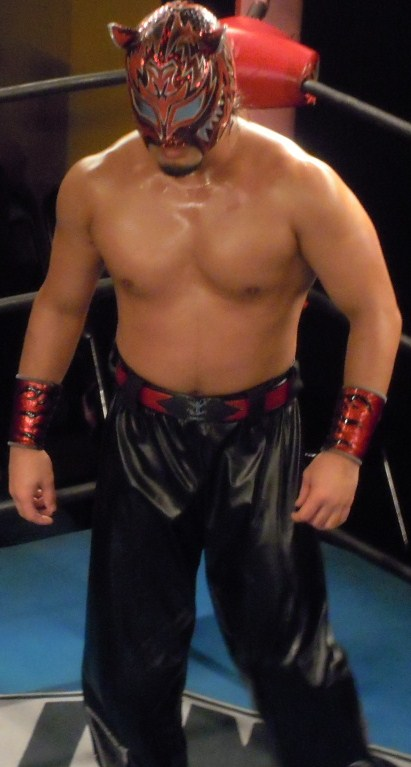
タイガースマスク（ヒール時代）

2001年5月19日、MOTHER HALL大会の対スペル・デメキン戦でプロ野球球団「阪神タイガース」とテレビアニメ「タイガーマスク」を合わせた覆面レスラー「タイガースマスク」としてデビュー。ここから連敗を重ね、実に121連敗することになった。
2002年5月26日、タイガースマスク&高井憲吾組対ビリーケン・キッド&シュウ組戦でシュウから横入り式エビ固めでフォールを奪い初勝利を挙げる。
2003年、阪神の好調にともない、引きずられるようにタイガースマスク自身も良いファイトを繰り返していく。阪神の特集番組等に関連して関西ローカルながらテレビやイベントに多々出演。12月にビリーケン・キッドとタッグを組み大阪タッグチャンピオンのベルトに挑戦して王者である獣神サンダー・ライガー&村浜武洋組をタイガーススープレックスで倒した。しばらく後についたタッグチーム名は「ザ☆虎ビリー」であった。
2004年5月に肋骨を骨折し欠場して6月には復帰するものの調子は上がらず不振が続いた。12月には5度目の防衛に失敗しタッグ王者から陥落して自身の不振を理由にタイガースが「ザ☆虎ビリー」の解散を申し出る。
2007年2月、大阪ハリケーンにてビリーケン・キッドを破り、大阪プロレス王座を獲得。
2007年9月、みちのくプロレスで開催された第4回「ふく面ワールドリーグ戦」に参戦。準決勝でタイガーマスクとの直接対決が実現して結果はタイガーマスクの勝利。
2007年12月、天王山2007で優勝と同時に大阪プロレス王座を防衛。
2008年10月、コスチュームを黒を基調としたものに一新してヒールへと転向。
2009年3月、サソリを下して第6代IMGP世界ヘビー級王者に輝く。12月、新日本プロレス主催の第5回「スーパーJカップ」に出場して2回戦で丸藤正道（プロレスリング・ノア所属）に敗北（なお、丸藤は本大会で優勝）。
2010年1月17日、DRAGON GATE大阪府立大会へブラックバファローと共に乱入。4月18日、スペル・シーサーを破り、オープン・ザ・ブレイブゲート王座を奪取。
2014年、大阪プロレスを退団して東京で活動することを発表して退団後の初試合にて自らの手でマスクを脱ぎ捨て素顔に戻った。

### 丸山敦
丸山は退団後の4月22日より、先駆舎に所属したものの9月末をもって契約終了して退社することを公表したが、その後、頚椎症性神経根症および頚椎捻挫のため、当分の間欠場すると公表して10月28日には丸山が中心となって欠場プロレスをアイスリボン道場で開催している。以降も不定期で欠場中の選手と共に興行を開催している。なお、11月に復帰した際にはコルセットを首に巻いて試合を行った。
2017年2月27日、レッスル武闘館で的場プロレスの旗揚げ戦を開催。12月24日、プロレスリング アルカディアの旗揚げ記者会見を行う。会見には秋山準も一般客として姿を見せた。12月25日、アルカディア・アリーナでプロレスリング アルカディアの旗揚げ戦を開催。12月29日、アルカディア・アリーナ大会を最後にプロレスリング アルカディアが解散。
2018年1月1日、全日本プロレスに入団。1月2日、全日本プロレス後楽園ホール大会で秋山から「プロレスリング アルカディアから移籍の丸山敦」と紹介されて入団挨拶を行った。
2019年12月17日、横須賀ススムとの世界ジュニアヘビー級王座決定トーナメントに敗れた直後にUTAMAROに拉致され、翌18日に全日本プロレスの公式ホームページにて失踪したことが発表された。

### イザナギ

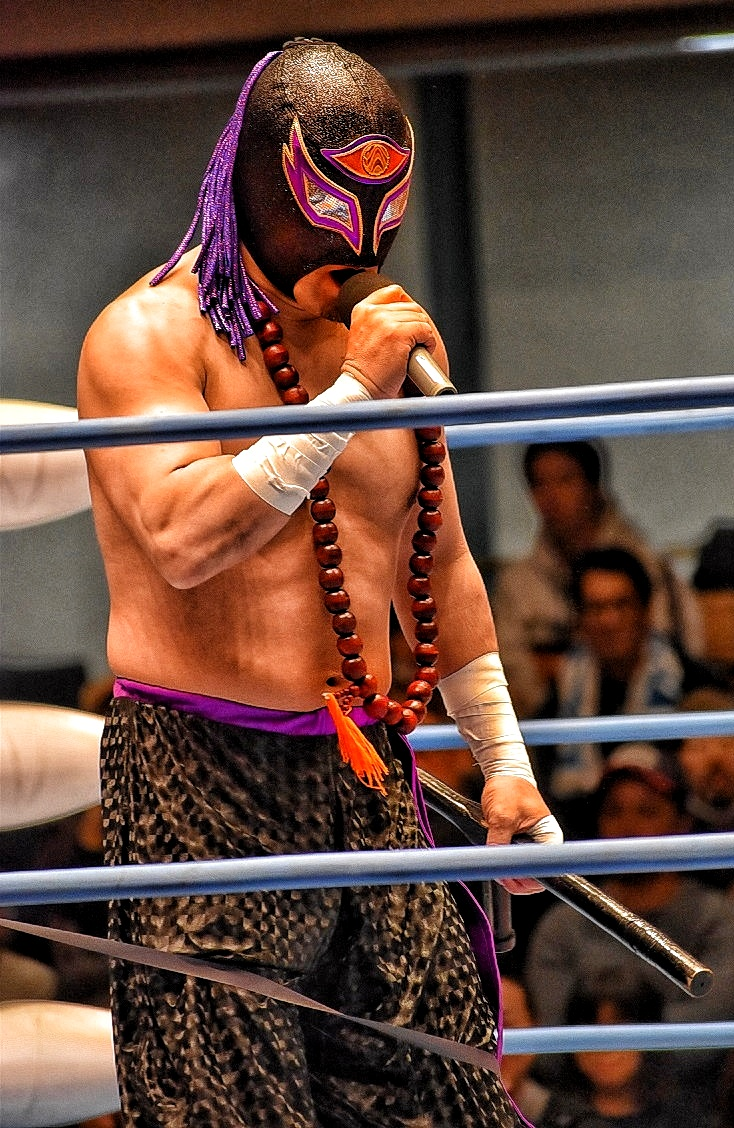
イザナギ

12月21日、全日本プロレス新木場1stRING大会「ファン感謝デー」にUTAMAROに導かれるように姿を現し、「天の指示により、ある目的を持って全日本プロレスに舞い降りた神」を称し、「神の軍団」の結成を宣言するものの面倒臭いとのことであっさりと正体を明かしている。
2020年に入りイザナギとして本格的に活動を始め、神の軍団もPURPLE HAZEへと発展し世界ジュニアヘビー級王座への挑戦もするが、次第にスランプに陥り再び失踪し、毎日酒場に入り浸る日々をすごしていたが、ゼウスの激励により一念発起し、仙人のもとで修行を行い奥義を獲得し7月13日の新木場大会で復活。元三冠ヘビー級王者である宮原健斗から3カウントを奪った。
復活を遂げ、勢いそのままにゼウスとのタッグで、木高イサミ&宮本裕向組を破りアジアタッグ王座を戴冠。一年以上にわたり、6回の防衛を果たした。
2021年10月16日、大田区総合体育館大会にてSUGIの保持する世界ジュニアヘビー級王座に挑み勝利。「一番欲しい」と公言していたベルトを初めて巻いた。

### タイガースマスク（第2次）
2022年、再興した大阪プロレスにタイガースマスクとして参加。3月のプレ旗揚げ戦からレギュラー参戦したほか、10月10日の天王山トーナメントで優勝。全日本プロレスを12月末で退団し大阪プロレス一本の所属となる。
2023年3月1日開催の『ジュニア夢の祭典 〜ALL STAR Jr. FESTIVAL 2023〜』では第4試合6人タッグマッチに出場。

### この他のリングネーム

#### TEPPEI
2014年5月3日、KAIENTAI DOJO Blue Field大会でユニット「Bozz連合」のメンバーとして柏大五郎とタッグを組んで対真霜拳號&タンク永井組戦でデビュー。リングネームの通り、K-DOJOに所属していた石坂鉄平を彷彿させるようなマスクをつけている。

#### 無宿の「赤虎」
2014年5月24日、プロレスリングHEAT-UPBASEMENT MONSTAR大会でヒールユニット「無宿」のメンバーとして新井健一郎、CHANGOとタッグを組んで田村和宏&小仲＝ペールワン&スーパー・モスクワ・マシン組戦でデビュー。

#### イーグルスマスク

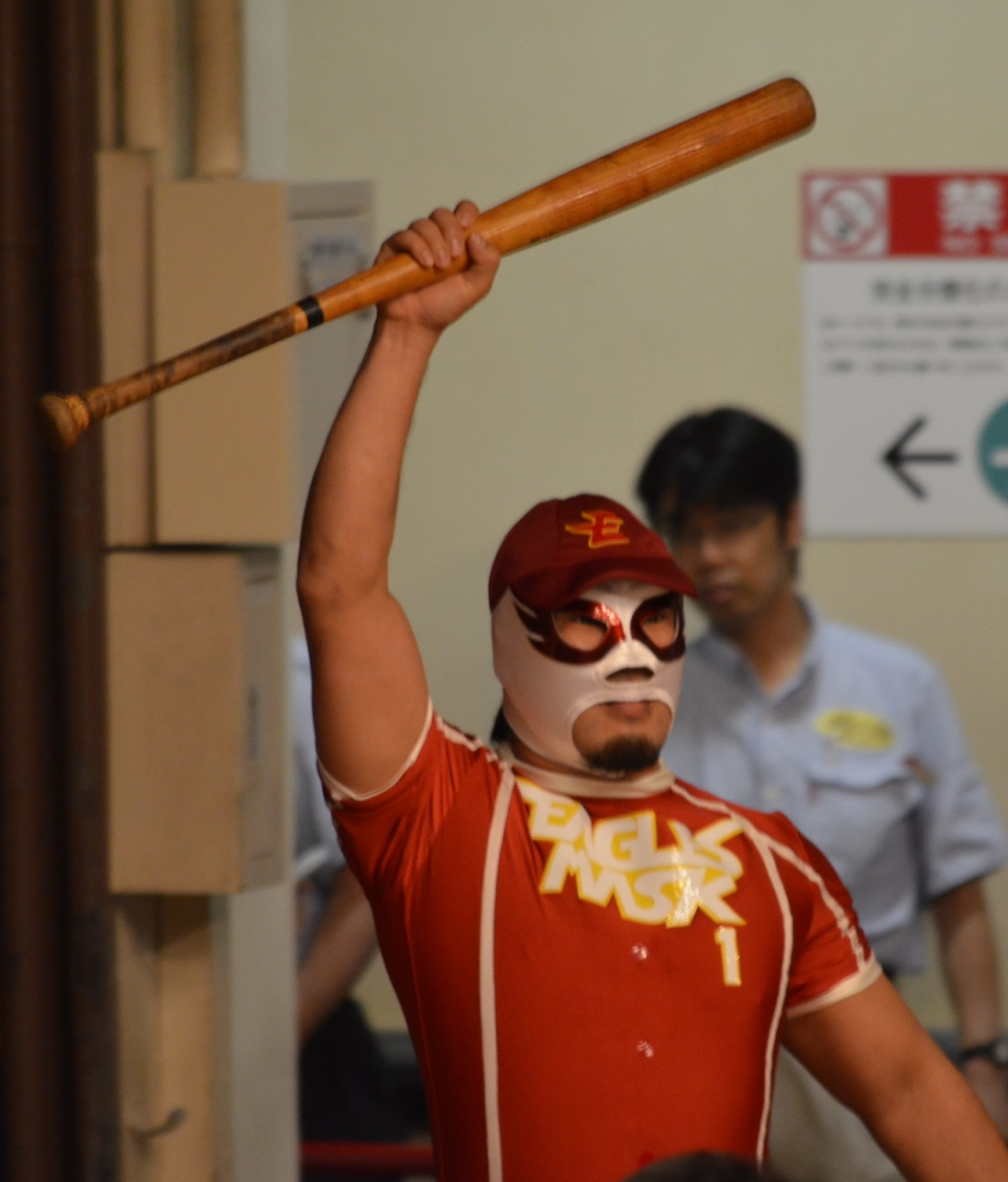
イーグルスマスク

2014年6月8日、みちのくプロレス後楽園ホール大会でプロ野球球団「東北楽天ゴールデンイーグルス」非公認レスラーとしてマッチョ☆パンプ、バンクーバーキャットとタッグを組んでヤッペーマン1号&ヤッペーマン2号&ヤッペーマン3号組戦で対デビュー。試合終了後に1号が「1つだけ聞かせてくれ。阪神と楽天どっちが好きなんだ！」と聞かれてイーグルスマスクが「そりゃ楽天やろ！」と答えたあと、もう1度1号が「プロレスと野球どっちが好きなんだよ！」と聞かれると、イーグルスマスクは「そら野球やろ！」と答えた。

## 得意技
デビュー当時はプロ野球をモチーフにした技を得意としていたが、現在は蹴り技などをメインとして使うことが多くなっている。
仙人の首固め
渕正信直伝の首固め。
大一番では、相手の右腕をハンマーロックに固めて仕掛けるリストクラッチ式も使う。
タイガーススープレックス
TORU式タイガーススープレックス(旧・変形タイガーススープレックス)
タイガーススペシャル0号
タイガーススペシャル1号
裏投げ
M5
TAJIRI公認バズソーキック（旧：満月の夜）
バズソーキックと同型。仰向けになった相手の上半身を起こして相手の左側頭部を振り抜いた右足の甲で蹴り飛ばす。技名はWNC初参戦時にバズソーキックの本家であるTAJIRIから公認されたことが由来。
トラースキック
各種キック
160kmチョップ
コーナーの相手にオーバースローで放つ袈裟斬りチョップ3連発。右上から左下へと2発放ち、3発目はワインドアップから大きく振りかぶって打ち込む。
ランニングホームラン
リングを野球のグラウンドに見立てリングを1周して放つ低空式ドロップキック。技を決めた後はセーフの動作と声が入る。
ホームスチール
相手をコーナーの下にへたり込ませて自身は反対側のコーナー付近に移動して野球のリードのポーズをとり、そのあと相手目掛けて全力疾走してヘッドスライディングの形で相手に突撃する。
ザトペックホールド
桧山スペシャル
的場落としバージョン2.8
ファイナルカットと同型。
JFK
六甲おろし
不思議な第三惑星
0725
619と同型。0725はスペル・デルフィンの地元・大阪府和泉市周辺区域の市外局番のことである。なお、丸山の地元でもある高槻市周辺区域の市外局番は0726（現在は072）であるが、なぜそうならなかったかは不明である。

## 入場曲
- 魔界が来たりて武を競う 魔界大戦（魔界少女拳）
- 六甲おろし - タイガースマスク時代に使用
- 野獣（聖飢魔II） - ヒール時代に使用
- タイガースマスクのテーマ　（実兄の丸山聡氏が歌う大阪プロレス時代後期のタイガースマスクオリジナルテーマ曲） - 現在使用曲

- 羽ばたけ楽天イーグルス - イーグルスマスク限定で使用
- 幻の子供 - （イザナギ）
- 約束のSquare　（実兄の丸山聡氏が歌うイザナギオリジナルテーマ曲）

## タイトル歴
全日本プロレス
- 世界ジュニアヘビー級王座（第58代）
- アジアタッグ王座（第110代）（パートナーはゼウス）
- GAORA TV王座（第21代）
- Jr. TAG BATTLE OF GLORY優勝（2017年）（パートナーは竹田誠志）

大阪プロレス
- 大阪プロレス王座（第13代、第19代、第21代、第26代）
- 大阪プロレスタッグ王座（第8代、第20代、第22代）（パートナーはビリーケン・キッド→ブラックバファロー×2）
- 大阪ライトヘビー級王座（初代）
- 世界タコヤキ級王座（第2代、第4代）
- MWF認定世界ジュニアヘビー級王座（第4代）
- 天王山優勝（2007年、2022年)
- 大阪タッグフェスティバル優勝（2006年、2011年、2024年、2025年）（パートナーはフラッシュムーン→ブラックバファロー→ゼウス→佐野蒼嵐）

みちのくプロレス
- 東北タッグ王座（第8代）（パートナーはフラッシュムーン）
- 鉄人優勝（2008年）

マッスル
- IMGP世界ヘビー級王座（第6代、第7代）

DRAGON GATE
- オープン・ザ・ブレイブゲート王座（第18代）

DDTプロレスリング
- アイアンマンヘビーメタル級王座（第880代）

KAIENTAI DOJO
- インディペンデントワールド世界ジュニアヘビー級王座（第12代、第14代、第20代）

プロレスリングZERO1
- NWAインターナショナルライトタッグ王座（第15代）（パートナーはビリーケン・キッド）

九州プロレス
- グローカル・タッグトーナメント2022優勝 (パートナーは、HUB)